# Especies vivientes de Primates del Paraguay
Los primates son el orden de mamíferos al que pertenecen el hombre y sus parientes más cercanos. El orden Primates se divide en dos subórdenes, estrepsirrinos, y haplorrinos, que incluye a los tarseros, los monos, los grandes simios y los humanos. Los platirrinos (Platyrrhini) o monos del nuevo mundo son un parvorden que comprende a las cinco familias de primates nativas de América Central y del Sur: Cebidae, Aotidae, Pitheciidae, Atelidae y Callitrichidae ahora reconocidas. La región neotropical es muy rica en especies de Primates, contando con 19 géneros, y 139 especies, con un total de taxas (especies más subespecies) de 199.
En el Paraguay se hacen presentes las 5 familias, con un total de 7 especies, todas ellas de manera nativa, aunque una especie es de registro dudoso, la Cafierae.
| País     | Cebidae | Callitrichidae | Atelidae | Pitheciidae | Aotidae | Total |
| -------- | ------- | -------------- | -------- | ----------- | ------- | ----- |
| Paraguay | 2       | 1              | 1        | 2           | 1       | 7     |

En el siguiente listado se enumeran las especies vivientes de Primates que se registraron en estado silvestre en el Paraguay. Por obvias razones no se incluye en la presente lista a los seres humanos. Se aclara la categorización de «vivientes» pues este artículo excluye especies fósiles.

## FamiliaCebidaeBonaparte, 1831
Los cébidos (Cebidae) son una familia exclusiva del neotrópico que comprende solo dos géneros con un total de 13 especies. Los dos géneros, cada uno con una especie se encuentran en el Paraguay.
La clasificación más reciente coloca otra vez a los callitricidos como una familia aparte, dejando sólo a los capuchinos y a los monos ardilla en esta familia.

## SubfamiliaCebinaeBonaparte, 1831

### GéneroSapajusKerr, 1792
En el Paraguay, el género cuenta con una especie.
- Sapajus cay Spix, 1823

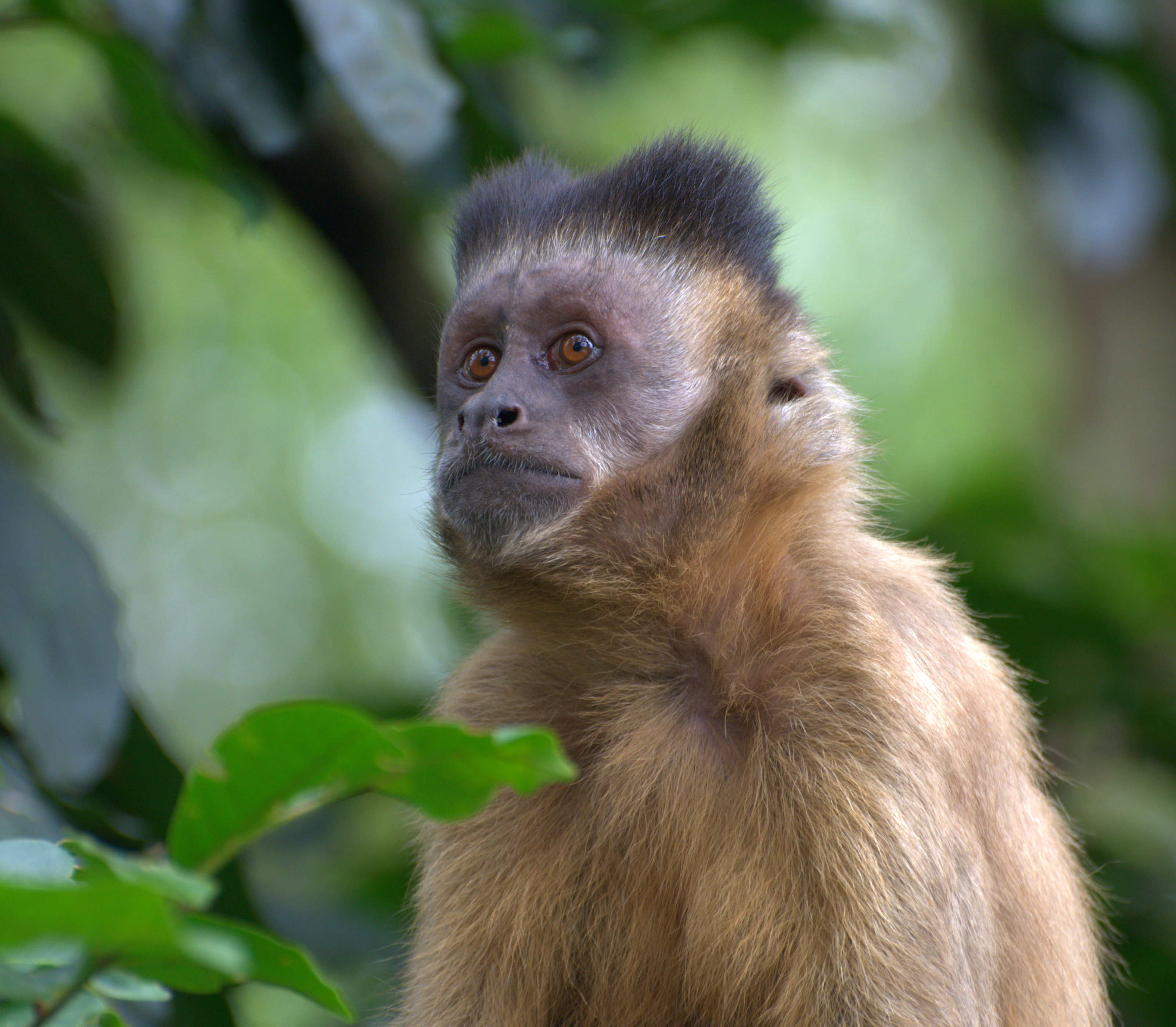
Especie similar al mono caí bayo.

El caí bayo (sinónimos científicos: Cebus apella paraguayanus, Cebus apella kay, Cebus Kay, Cebus apella cay, Cebus cay, Cebus paraguayanus, Cebus azarae) se encuentra presente en el Paraguay por una subespecie: Sapajus cay paraguayanus Fisher, 1829, la cual habita en el centro del Brasil en el estado de Mato Grosso do Sul, el Paraguay oriental, y pequeños sectores del nordeste de la Argentina; uno de ellos son las selvas en galería del chaco oriental o húmedo en el Parque nacional Río Pilcomayo, de la provincia de Formosa. La población de la isla Apipé en el extremo norte de Corrientes parece estar extinta. Aunque es típico de la Selva Atlántica del interior en el Paraguay oriental, no habita el mismo ambiente en su continuación argentina, en la selva misionera de la provincia de Misiones, pues el río alto Paraná resulta ser una barrera infranqueable, al poseer este género una fuerte aversión al agua, de la cual se aprovechan los zoológicos para mantenerlos cautivos en islas rodeadas por una franja de agua de solo unos pocos metros de ancho. En esa provincia argentina solo habita en una isla del río Paraná: la isla Caraguatay. Esta subespecie tal vez también habite en el extremo oriental de Bolivia, el cual posee otra subespecie la cual alcanza el noroeste argentino.

## SubfamiliaSaimiriinaeMiller, 1912 (1900)
Esta subfamilia cuenta con solo un género, y con 5 especies. De ellas solo una fue reportada en el Paraguay.

### GéneroSaimiriVoigt, 1831
- Saimiri boliviensis (I. Geoffroy ad Blainville, 1834)

El saimirí boliviano, con la subespecie Saimiri boliviensis boliviensis, fue registrado en el extremo noreste del chaco paraguayo, aunque en la actualidad allí parecería ser muy raro, o estaría directamente extinto. Se distribuye también por Bolivia, y el centro del Brasil. Además, en la Argentina fue detectada una población, seguramente implantada, en las selvas del norte de la provincia de Corrientes.

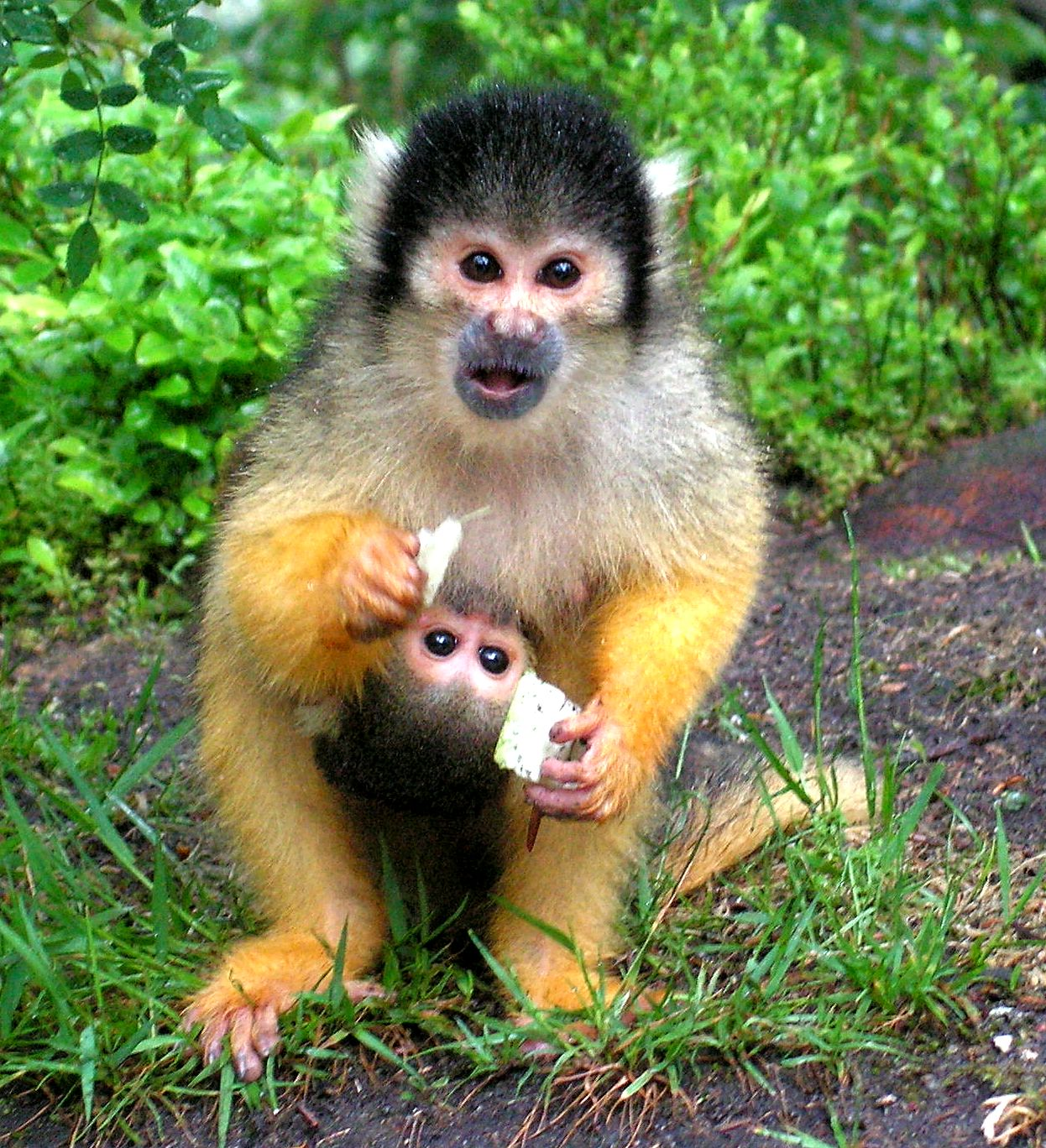
saimirí boliviano.

## Familia CallitrichidaeGray, 1821
Los callitrícidos (Callitrichidae) son una familia exclusiva del neotrópico, que comprende 7 géneros con un total de 42 especies. Un género con una especie se encuentra en el Paraguay.
La clasificación más reciente coloca otra vez a los callitricidos como una familia aparte.

## SubfamiliaCallithrichinae

### GéneroMicoLacépède, 1799
Este género está integrado por 14 especies; solo una de ellas habita en el Paraguay.

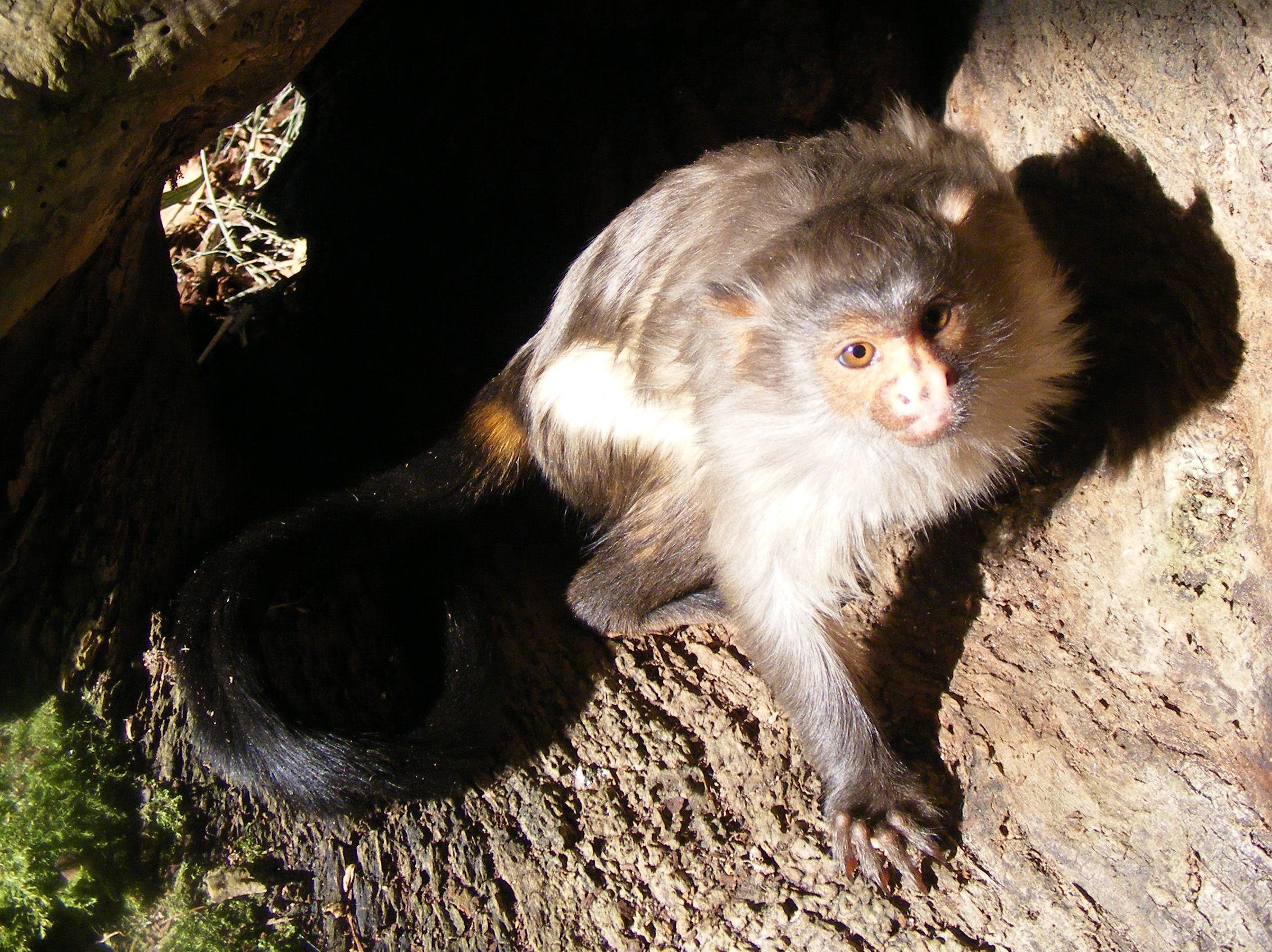
El tití pardo.

- Mico melanurus (É. Geoffroy, 1812)

El tití pardo o tití de cola negra (sinónimos científicos: Mico leucomerus Gray, 1846, Mico leukeurin Natterer in Pelzeln, 1883,
Callithrix melanurus, Callithrix argentata melanura) es un pequeño primate del centro de Sudamérica que algunos autores trataban como una subespecie austral del tití plateado o Mico argentatus. Se distribuye por Bolivia, y el centro del Brasil, hasta el norte del chaco paraguayo.

## Familia AtelidaeGray, 1825
Los atélidos (Atelidae) son una familia exclusiva del neotrópico, que comprende 5 géneros con un total de 29 especies. Un género con una especie se encuentra en el Paraguay.

## SubfamiliaAlouattinaeTrouessart, 1897 (1825)
Subfamilia con solo un género y 15 especies. Una especie se encuentra en el Paraguay.

### GéneroAlouattaLacépède, 1799
- Alouatta caraya (Humboldt, 1812)

El carayá negro o carayá negro y dorado habita en el este de Bolivia, casi todo el Paraguay, el centro y sur del Brasil, y el noreste argentino, siendo característico de las selvas en galería del chaco oriental o húmedo en el este de las provincias de Formosa, y Chaco, el nordeste de la provincia de Santa Fe, gran parte de la provincia de Corrientes, así como también se lo encuentra, en bajo número, en la Selva Atlántica del interior, tanto en el Paraguay oriental, como en la provincia de Misiones. La población de la selva pedemontana del norte de la provincia de Salta se ha extinguido.
Abunda especialmente en las selvas de las islas del río Paraná medio y superior. En las grandes inundaciones de este río, algunos ejemplares de esas islas suelen trepar a la vegetación acuática flotante, y son arrastrados aguas abajo hasta localidades de las provincias de Entre Ríos y Buenos Aires.

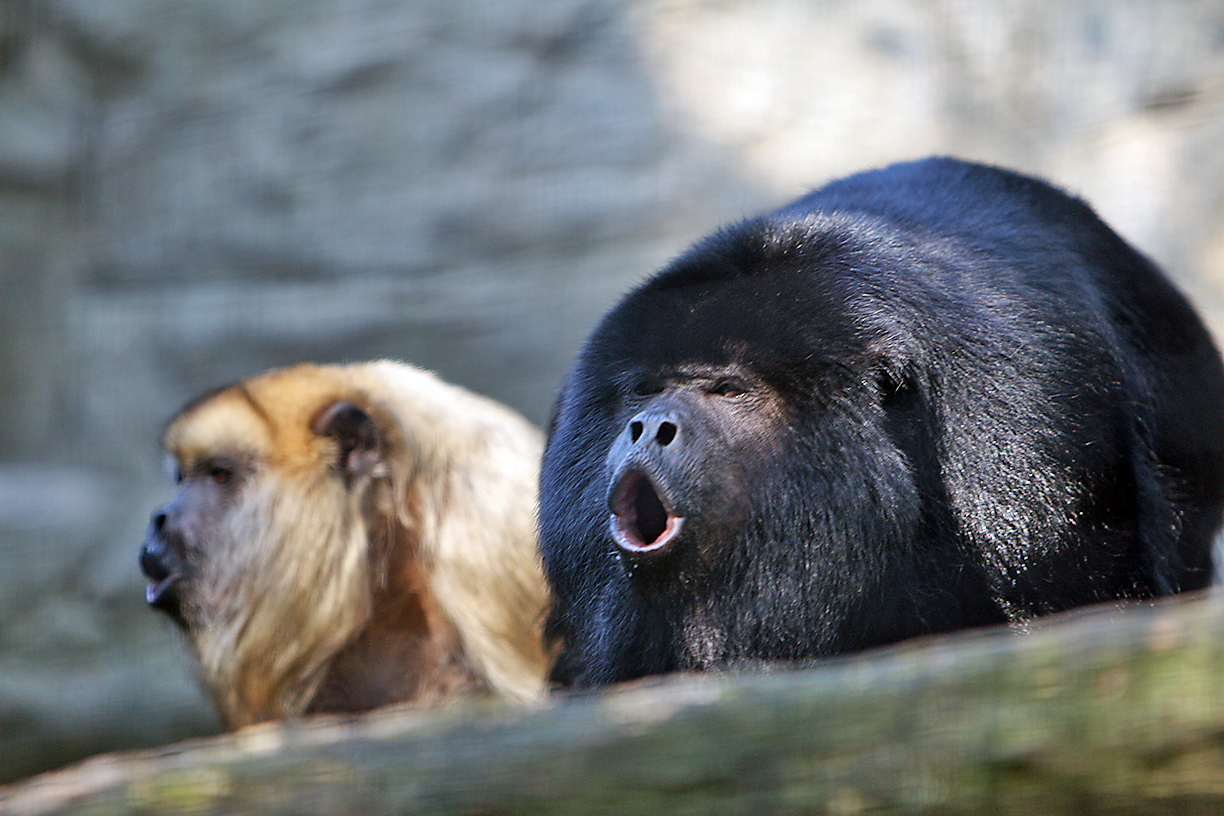
carayá negro.

## Familia PitheciidaeMivart, 1865
Los pitécidos (Pitheciidae) son una familia exclusiva del neotrópico, que comprende 4 géneros con un total de 43 especies. Un género con dos especies se citaron para el Paraguay, una de ellas sería dudosa.

## SubfamiliaCallicebinaePocock, 1925
Subfamilia con solo 1 género con 29 especies; de ellas, dos especies se citaron para el Paraguay, una de ellas de manera dudosa.

### GéneroCallicebusThomas, 1903
- Callicebus donacophilus (d'Orbigny, 1836)

El tití gris boliviano o sahuí boliviano es un simio de hábitos diurnos que habita en Bolivia, donde su distribución por el sur alcanza a los bosques que se encuentran alrededor de la ciudad de Santa Cruz de la Sierra; también se extiende al este del río Manique en el departamento de Beni, y llega por el norte al Brasil, donde se confirmó su presencia en el sur del estado de Rondonia. Es posible que se extienda un poco más al norte, hasta la Sierra de los Pacaás Novos. Prefiere los bosques bajos cercanos a cursos de agua.

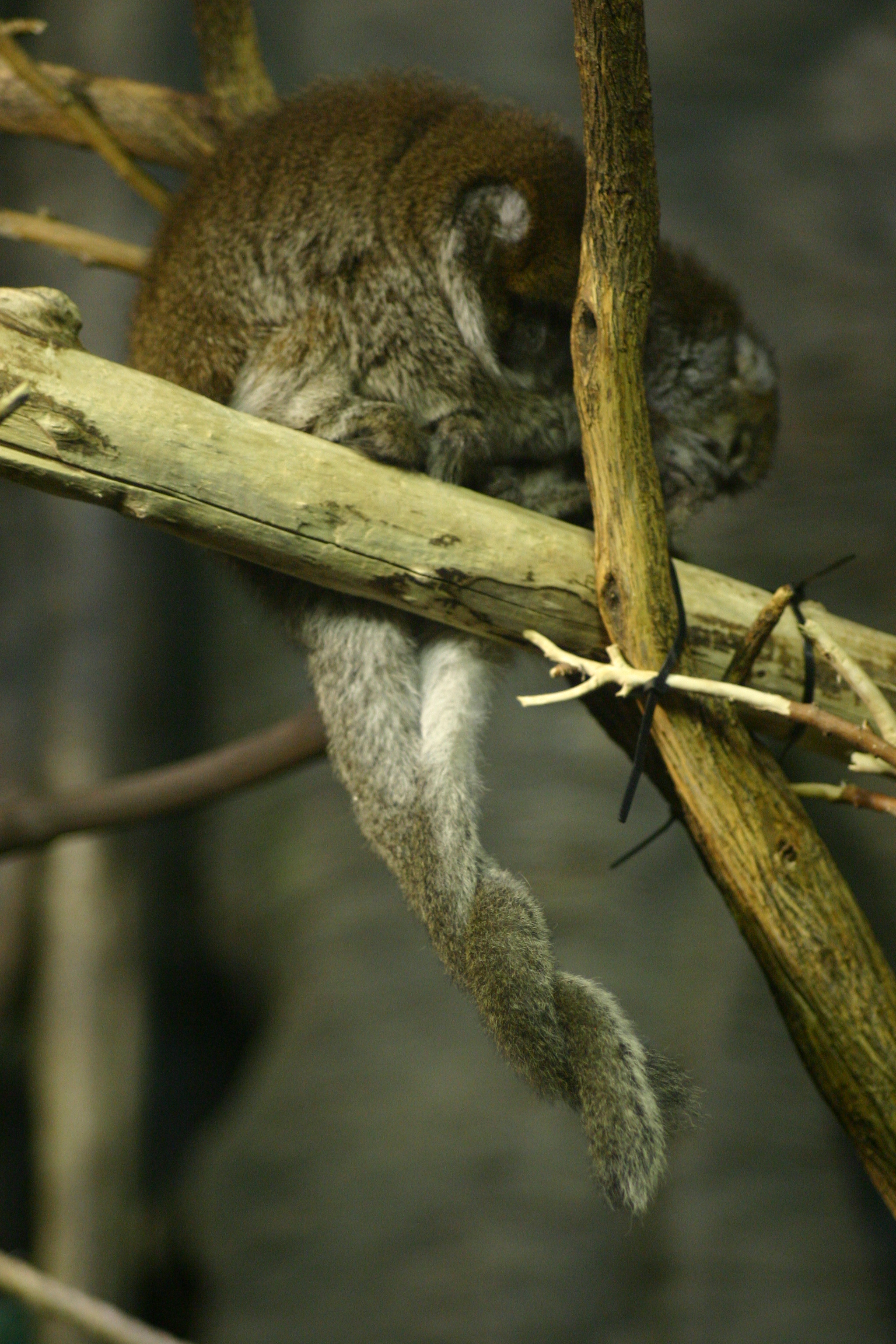
tití gris boliviano.

Fue también citado para el extremo norte del chaco paraguayo, pero posiblemente haya sido una confusión con la especie siguiente, la cual es muy similar.
- Callicebus pallescens Thomas, 1907

El tití gris paraguayo o sahuí paraguayo (Ka'I Ygau en idioma guaraní) es una especie que, hasta finales del siglo XX era tratada solo como una subespecie de la especie anterior (por lo tanto: Callicebus donacophilus pallescens), hoy se las ha separado en dos especies plenas. Habita el este de Bolivia, el centro de Brasil en el sudoeste del estado de Mato Grosso, y el pantanal del oeste de Mato Grosso do Sul, además de todo el chaco paraguayo. Fue también reportada en la Argentina, en la provincia de Formosa, aunque sin colecta de ejemplares que lo certifiquen. 
Esa provincia es lindera al departamento paraguayo de Presidente Hayes, donde allí la especie es habitual, e incluso tiene un registro fotográfico efectuado en la «Estancia Golondrina», a unos 29 km del río Pilcomayo, frontera natural entre ambos países de tan solo 5 m de ancho en ese sector.

## FamiliaAotidaePoche, 1908 (1865)
Los Aótidos (Aotidae) son una familia exclusiva del neotrópico, que comprende 1 solo género con un total de 11 especies; de ellas, una sola especie se encuentra en el Paraguay. Son los únicos monos nocturnos.

### GéneroAotusIlliger, 1811
- Aotus azarae (Humboldt, 1811)

El mirikiná o mono nocturno posee tres subespecies; dos habitan en el centro de Bolivia, el centro del Brasil, y el sur del Perú; mientras que la tercera subespecie: Aotus azarae azarae (Humboldt, 1811), lo hace en el sudeste de Bolivia, casi todo el chaco paraguayo, y el norte argentino, siendo característico de las selvas en galería del chaco oriental o húmedo en el este de las provincias de Formosa, y Chaco. La población de la selva pedemontana del este de la provincia de Jujuy se ha extinguido.